# Dawydow-Plan

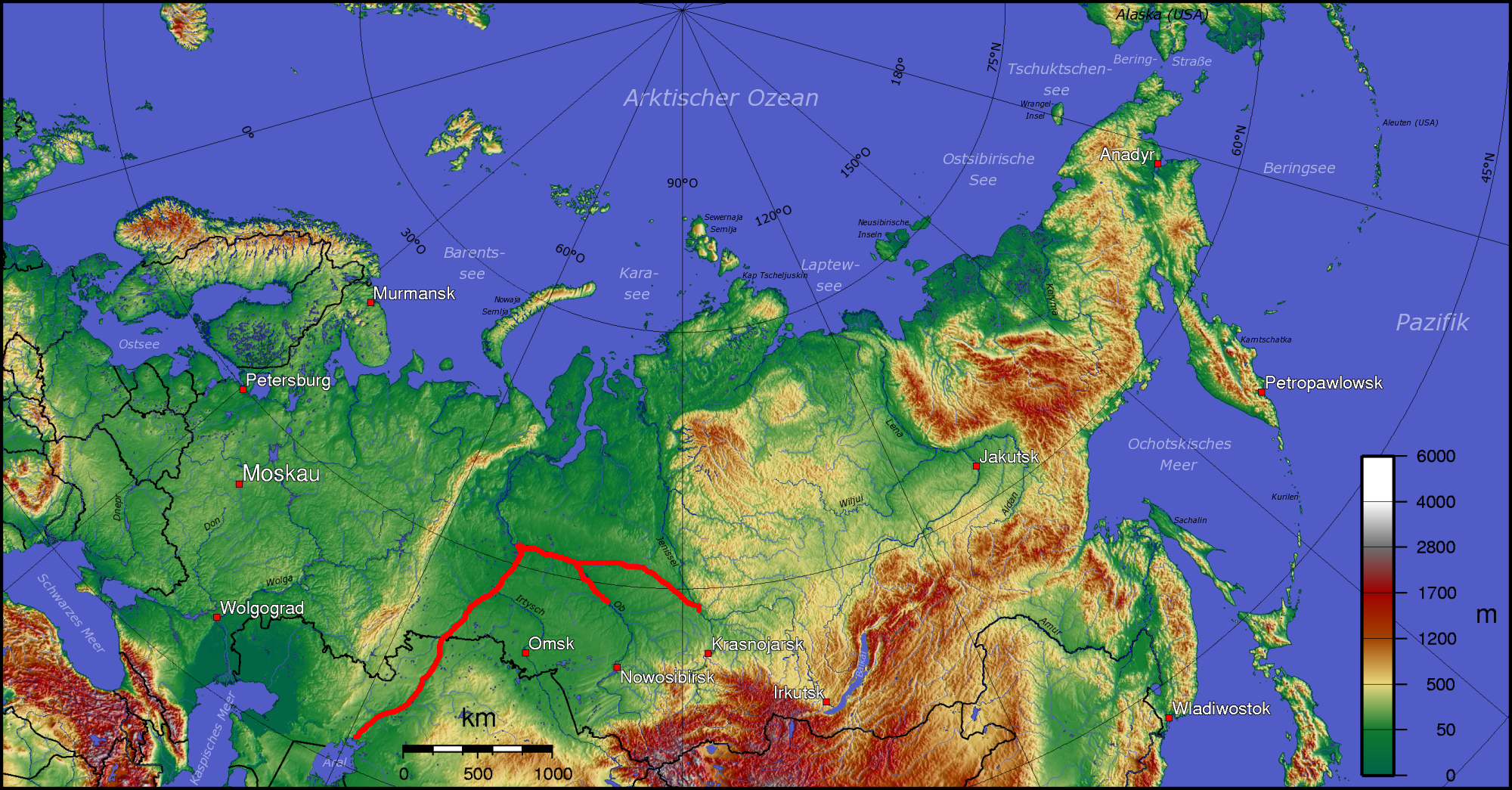
Der Dawydow-Plan

Der Dawydow-Plan war ein Projekt im Rahmen des „Großen Stalinschen Plans zur Umgestaltung der Natur“ in der Sowjetunion ab 1948, der den gesamten Steppengürtel von Europa bis Zentralasien umfasste. Dabei sollten die sibirischen Flüsse Ob und Jenissei umgelenkt werden, um die weit entfernten Trockengebiete um den Aralsee und das Kaspische Meer durch Bewässerung landwirtschaftlich nutzbar zu machen. Der Plan ist nach dem sowjetischen Wasserbauingenieur Mitrofan Michailowitsch Dawydow benannt.

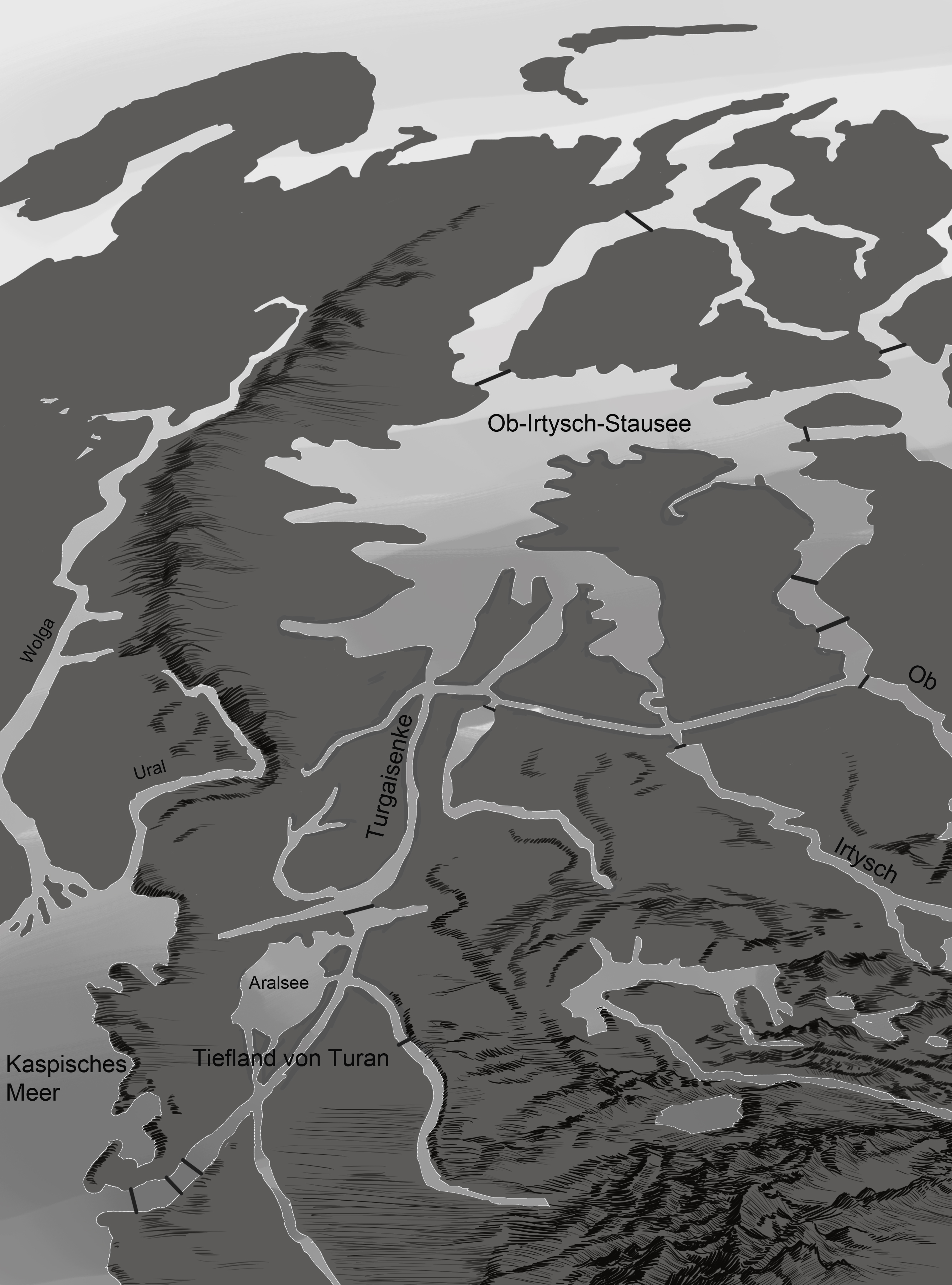
Künstlerische Darstellung des Dawydow-Plans

Das Projekt wurde 1950 vom Ministerrat der UdSSR verkündet und 1986 unter Michail Gorbatschow, dem neuen Generalsekretär der Kommunistischen Partei, aufgegeben. Weder Kosten noch die möglichen Folgen waren abschätzbar. Die Planung des Gesamtprojekts war bis dahin weit fortgeschritten. Im August 1985 sollen auf einer Strecke von 500 Metern die ersten Sprengarbeiten für den ersten Bauabschnitt des Sibaral-Kanals ausgeführt worden sein, im Dezember war mit Dammarbeiten an den Seen Latscha und Wosche begonnen worden.

## Genaues Planvorhaben
Die beiden sibirischen Flüsse Ob und Jenissei sollten zu einem Stausee aufgestaut werden, der etwa der Größe Westdeutschlands vor der Wiedervereinigung entsprochen hätte. Anschließend sollten sie durch einen Kanal verbunden und darin Wasser zum Irtysch übergeleitet werden. Die niedrigste Stelle, die Niederung an den Flüssen Ubagan und Turgai in der kasachischen Schwelle, sollte durch einen 70 m tiefen Einschnitt überwunden werden. Von dieser Niederung aus wäre das Wasser durch einen Kanal zum Aralsee, von dem aus mehrere Nebenkanäle wegführten, und somit in die Aralo-Kaspische Niederung geflossen.

## Sibaral-Kanal
Im Oktober 1984 gab Ministerpräsident Nikolai Tichonow bekannt, dass das Ende der Projektierung unmittelbar bevorstehe und die Entscheidung zur Verwirklichung des Plans sei gefallen. Demnach hätten in den nächsten zwei Jahren die letzten Details ausgearbeitet werden sollen und bis zum Ende des Jahrhunderts möglicherweise das erste Schiff auf dem Sibaral-Kanal fahren können. Er war mit einer Tiefe von zehn Metern geplant und wäre mit 200 Meter Breite und 2550 Kilometern Länge der größte schiffbare Wasserweg der Welt gewesen. Der Spiegel berichtete, es sei bereits an einem geheimen Ort mit den ersten Arbeiten begonnen worden. Die Kosten seien allein für den Kanal mit 50 Milliarden Rubel angegeben worden, die New York Times habe das Dreifache genannt.

## Mögliche Auswirkungen
Durch die riesige Größe des geplanten Stausees wäre viel dringend benötigtes Wasser verdunstet, das somit verloren gegangen wäre. Außerdem wäre die Vegetation zerstört worden, sowohl Wälder, die sehr wichtig für die Holzwirtschaft waren, als auch andere Vegetation. Durch diesen See und den dadurch verursachten Grundwasseranstieg wäre es zu einer Landversumpfung gekommen, die wiederum viel Vegetation zerstört hätte. Westsibirien ist auch ohne die Verwirklichung des Projektes von Versumpfung betroffen. Ein weiteres Problem wäre die verminderte Süßwasserzufuhr ins Nordpolarmeer gewesen. Dadurch hätte sich der Salzwassergehalt erhöht, was heißt, dass sich Eis langsamer gebildet hätte. Die geringere Menge an Eismasse hätte möglicherweise zu einer Klimaerwärmung geführt, Klimagürtel hätten sich bis zu 400 km nach Norden verschieben können. Der Fischreichtum hätte sich verringern können, welcher ebenfalls einen wichtigen Faktor der sowjetischen Wirtschaft darstellte. Außerdem wäre die Gefahr von Überschwemmungen gestiegen.
Andererseits hätte man den Aralsee, der durch Wasserentnahme seiner Zuflüsse sehr viel kleiner geworden war, sowie das Kaspische Meer retten können. Ob eine Rettung des Aralsees tatsächlich vorgesehen war oder er lediglich zugunsten weiterer Bewässerungsprojekte in der Landwirtschaft geopfert worden wäre, ist umstritten. Agadschan Babajew (russisch Агаджан Гельдиевич Бабаев), Akademiepräsident von Turkmenistan und vormals Direktor des Wüsteninstituts, wurde 1984, also noch vor der Aufgabe des Dawydow-Plans, vom Spiegel mit den Worten zitiert: „Die Zukunft des Aralsees ist festgelegt“ – und der Spiegel fügte an: Eine durch Menschenhand verursachte ökologische Katastrophe. Das Kaspische Meer ist dagegen seit Ende der 1970er Jahre nicht mehr vom Trockenfallen bedroht, der Seespiegel stieg wieder an. Letzteres soll unter Einfluss von Abel Gesewitsch Aganbegjan, damals Direktor des Instituts für Wirtschaft und Organisation der Industrieproduktion und Berater Gorbatschows, eine mitentscheidende Rolle bei der Aufgabe des Projekts gespielt haben.

## Schwierigkeiten
Defekte Kanäle hätten immense Kosten verursacht, aber das wohl am schwersten wiegende Problem wäre gewesen, dass die Flüsse am Oberlauf bis zu sechs Monate pro Jahr zugefroren sind.